# Ockfen

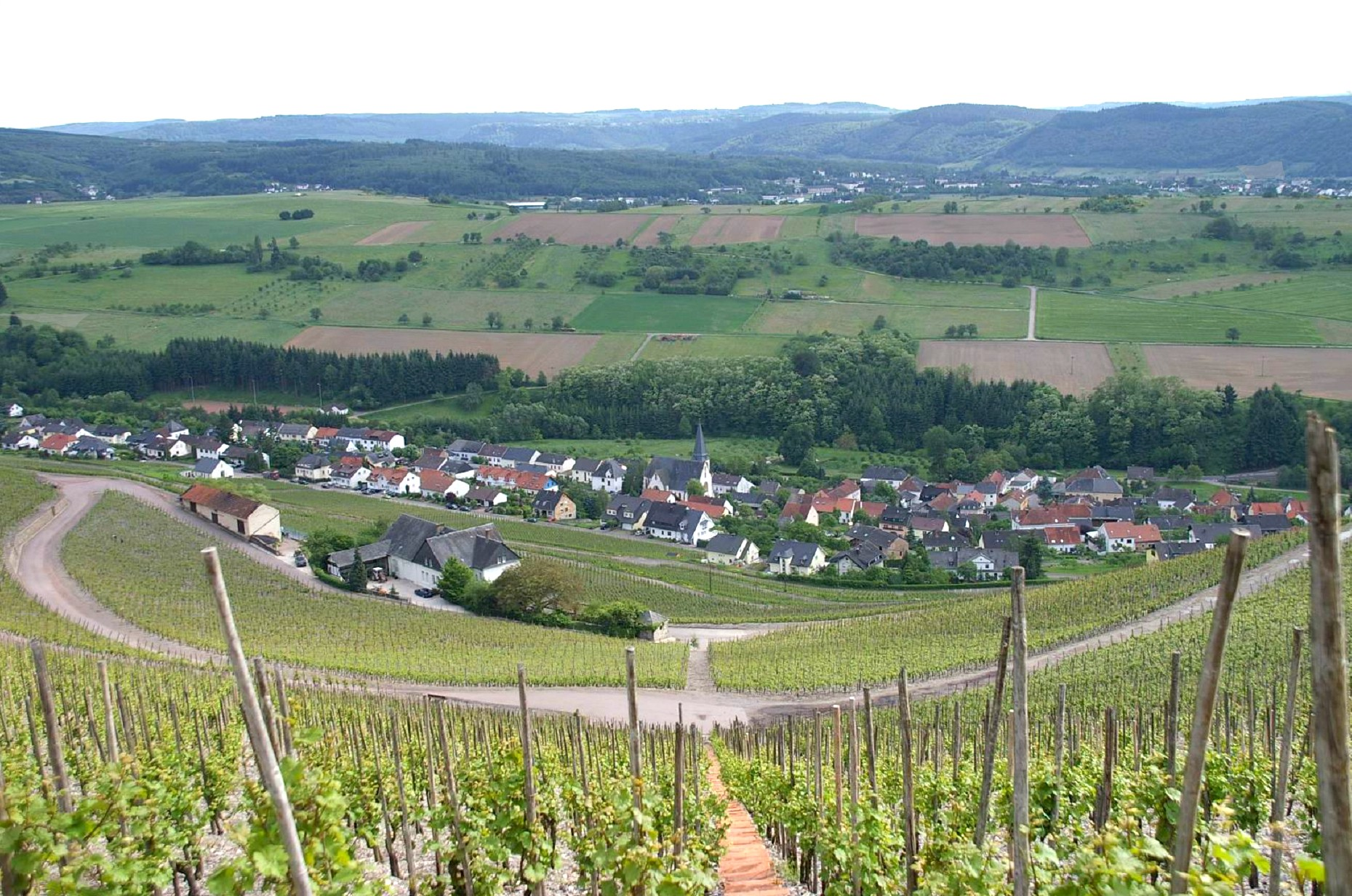
Blick auf die Ortslage Ockfen (2006)

Ockfen ist eine Ortsgemeinde im Landkreis Trier-Saarburg in Rheinland-Pfalz. Sie gehört der Verbandsgemeinde Saarburg-Kell an.

## Geschichte
Ockfen wurde 975 in einer Urkunde des Trierer Erzbischofs Dietrich I. erstmals als Occava im Besitz der Abtei St. Martin in Trier erwähnt. Spätere Nennungen lauteten 1037 Occkenen, 1168 Ockefa, 1220 Ockeve, 1274 Ockave. 1381 wurde der Ort Ockfan genannt. Die Abtei errichtete in Ockfen einen Gutshof, der vor allem der Organisation der Weinwirtschaft diente.
Zugehörigkeit zum Saarland
Am 18. Juli 1946 wurde Ockfen gemeinsam mit weiteren 80 Gemeinden der Landkreise Trier und Saarburg dem Saarland zugeordnet, das zu der Zeit nicht mehr dem Alliierten Kontrollrat unterstand. Diese Zuordnung währte jedoch nicht lange, denn schon am 8. Juni 1947 kamen Ockfen und 60 weitere zuvor ausgegliederte Gemeinden an das im Jahr 1946 in der französischen Besatzungszone neu gebildete Land Rheinland-Pfalz.

### Einwohnerentwicklung
Die Entwicklung der Einwohnerzahl, die Werte von 1871 bis 1987 beruhen auf Volkszählungen:
| Jahr | Einwohner |
| ---- | --------- |
| 1815 | 205       |
| 1835 | 283       |
| 1871 | 329       |
| 1905 | 449       |
| 1939 | 717       |
| 1950 | 495       |

| Jahr | Einwohner |
| ---- | --------- |
| 1961 | 546       |
| 1970 | 503       |
| 1987 | 571       |
| 2005 | 637       |
| 2011 | 636       |
| 2017 | 606       |

## Politik

### Gemeinderat
Der Ortsgemeinderat in Ockfen besteht aus zwölf Ratsmitgliedern, die bei der Kommunalwahl am 9. Juni 2024 in einer Mehrheitswahl gewählt wurden, und dem ehrenamtlichen Ortsbürgermeister als Vorsitzendem.

### Bürgermeister
Gerd Benzmüller (FDP) wurde 2014 Ortsbürgermeister von Ockfen. Bei der Direktwahl am 26. Mai 2019 wurde er mit einem Stimmenanteil von 74,43 % und am 9. Juni 2024 als einziger Bewerber mit 67,6 % jeweils für weitere fünf Jahre in seinem Amt bestätigt.
Benzmüllers Vorgänger Leo Steinmetz hatte das Amt von 2004 bis 2014 ausgeübt.

## Sehenswürdigkeiten
- An einem nach Süden stark abfallenden Hang wurde 1904–1906 nach Plänen des Trierer Architekten Ernst Brand die katholische Pfarrkirche St. Valentin als neugotische Stufenhalle errichtet. Das Äußere stellt sich dar als Putzbau mit dekorativen Sandstein- und Schieferbruchsteinelementen. Die bewegte Dachlandschaft ist mit Schiefer gedeckt. Nach schweren Beschädigungen 1945 wurde die Kirche wiederhergestellt.

- Geologisch-naturkundlicher Lehrpfad im Bereich der Gemeinden Ockfen und Schoden

- Siehe auch: Liste der Kulturdenkmäler in Ockfen

## Weinbau
Ockfen gehört zum Weinbaubereich Saar im Anbaugebiet Mosel. Im Ort sind 15 Weinbaubetriebe tätig, die bestockte Rebfläche beträgt 53 Hektar. Etwa 96 % des angebauten Weins sind Weißweinsorten (Stand 2007).
Weinlagen
- Ockfener Bockstein

## Verkehr
Am Haltepunkt Schoden-Ockfen halten stündlich Regionalzüge der Linie RB 71 auf der Saarstrecke Trier–Saarbrücken der DB Regio.